# ستيف جيمس (دي جيه)
ستيف جيمس (بالإنجليزية: Steve James)‏ هو دي جيه أمريكي، ولد في 11 أبريل 1998 في جونستون في الولايات المتحدة.